# (48159) Saint-Véran
(48159) Saint-Véran – planetoida z pasa głównego asteroid okrążająca Słońce w ciągu 4 lat i 140 dni w średniej odległości 2,68 j.a. Został odkryta 16 kwietnia 2001 roku w obserwatorium astronomicznym w Saint-Véran. Nazwa planetoidy pochodzi od francuskiej miejscowości Saint-Véran, gdzie znajduje się obserwatorium, w którym została odkryta. Przed nadaniem nazwy planetoida nosiła oznaczenie tymczasowe (48159) 2001 HY.